# Van Dyke Parks

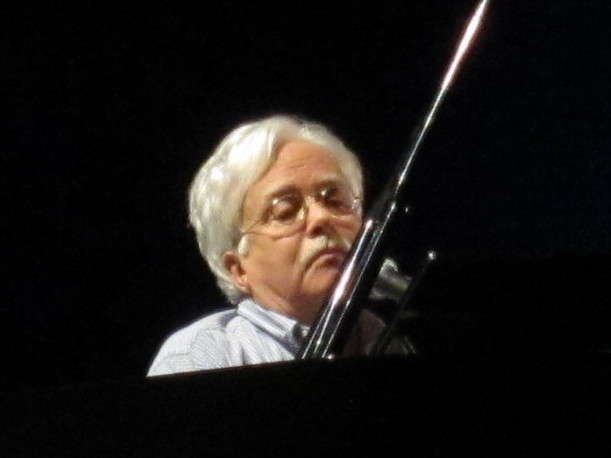
Van Dyke Parks (2010)

Van Dyke Parks (* 3. Januar 1943 in Hattiesburg, Mississippi) ist ein US-amerikanischer Musiker, Komponist, Liedtexter, Musikproduzent, Arrangeur und Schauspieler.

## Biografie
Van Dyke Parks wurde in eine wohlhabende Familie hineingeboren. Schon als Kind trat er in Hollywoodfilmen auf, so spielte er 1956 im Film Der Schwan mit Grace Kelly. Zudem war er 1958 in einer Heidi-Verfilmung (A Gift for Heidi) als Peter vertreten. Des Weiteren lernte der hochbegabte Junge das Klavierspiel.

### Musikalische Karriere
Anfang der 1960er Jahre spielte Parks mit seinem Bruder Carson in der Folk-Band The Greenwood County Singers. Er zog nach Los Angeles und arbeitete dort zunächst als Studiomusiker und später als Texter und Komponist für Warner Bros. Sein erster Auftrag war das Arrangement des Sherman-Brüder-Liedes The Bare Necessities, das Parks 1963 für eine frühe Fassung des Disney-Filmes Dschungelbuch machte. Parks hatte eine lyrische Ader und verstand es, clevere und vor allem komplexe Textstrukturen zu verfassen. Dies machte ihn in Insiderkreisen sehr bekannt. Parks wirkte als Studiomusiker an einigen Aufnahmen der Byrds mit. Der Produzent der Byrds, Terry Melcher, hatte gute Kontakte zu den Beach Boys und machte Parks 1965 mit deren musikalischen Kopf, Brian Wilson, bekannt.
1966 verpflichtete Brian Wilson Parks als Texter für sein neues Projekt mit dem Titel Smile (siehe Brian Wilson presents Smile). Das Album wurde allerdings nicht fertiggestellt, und zwar unter anderem, weil vor allem der Sänger der Beach Boys, Mike Love, die Texte von Parks kritisierte. Aus dem umfangreichen Werk wurden im Laufe der Zeit nur einzelne Stücke auf verschiedenen Platten der Beach Boys veröffentlicht. Hier zeigte sich Van Dyke Parks bereits auf der Höhe seines Könnens als Texter von Liedern mit surrealen und assoziativ-bildhaften Texten. Die Texte zu Heroes and Villains oder Surf’s Up können als exemplarisch für diesen Stil betrachtet werden. Viele Jahre rankten sich Legenden um Smile. 2003 kontaktierte Wilson schließlich Parks, um das Album endlich fertigzustellen, und sie vollendeten das Werk. Im Oktober 2004 nahm Wilson das Album mit seiner Band auf und veröffentlichte es. Das Album wurde ein weltweiter Erfolg und zugleich der größte kommerzielle Erfolg für Van Dyke Parks.

### Soloalben
1967 nahm Parks sein erstes Soloalbum Song Cycle auf. Mit seinen eigenartigen Arrangements und den höchst komplexen Texten fand das Album jedoch so wenige Käufer, dass Warner Brothers schließlich die Platten verschenkte. Ein ähnliches Schicksal erfuhr 1968 das von Parks produzierte Debütalbum Randy Newmans: Die Kritiker lobten das Album, das Publikum ignorierte es. Allerdings wurde Van Dyke Parks in der Musikszene so bekannt, dass er bald für andere Stars als Sessionmusiker, Arrangeur und Produzent arbeitete.
Auf seiner zweiten Platte Discover America schwelgte Parks in Hollywood-Klängen. Er tritt als sanfter Revolutionär auf, der Amerika aus dem Blickwinkel eines Ausländers betrachtet – um die Frage zu stellen: „Wie stellt sich ein Mensch Amerika vor, dessen Land von Amerika aus kolonialisiert wurde?“ Bei den meisten Stücken dieses Albums ist Parks’ Ehefrau Durrie Parks fälschlicherweise als Komponistin angegeben, damit die Schöpfer Tantiemen bekamen: Da sie nicht der amerikanischen Verwertungsgesellschaft angehörten, wurde das eingenommene Geld auf ein öffentlich einsehbares Treuhandkonto einbezahlt und an sie weitergereicht. Sämtliche Songs auf dem Album wurden allerdings von Van Dyke Parks adaptiert und arrangiert. Auch diese Platte wurde kein Erfolg.
Seine nächste Platte Clang of the Yankee Reaper war vielleicht seine Zugänglichste. Darauf war eine Blechbläser-Version des Chorals Ein feste Burg ist unser Gott von Luther (irrtümlich als Kanon von Johann Pachelbel bezeichnet) zu hören. Die Verkaufszahlen blieben mager. Mit seiner eher dünnen, hellen Stimme verfügte Parks sicher nicht über das Potential eines großen Sängers. Deshalb übernahmen auf den folgenden Alben oft Gäste wie Danny Hutton oder Kathy Dalton den Gesang.

### Weitere Werke
Zwischenzeitlich übernahm Parks bei der Plattenfirma Warner Brothers die neue Abteilung „Visual Arts“, die Konzepte erarbeiten sollte, Künstler der Firma „ins rechte Licht“ zu setzen. Parks produzierte hier – lange vor MTV – Musikvideos für Ry Cooder oder die „Esso Trinidad Steel Band“.
Jump! hieß 1984 das nächste orchestrierte Werk, das den im Amerika weitbekannten Geschichtenzyklus „Onkel Remus“ von Joel Chandler Harris vertonte. Eine illustrierte Buchausgabe der von Van Dyke Parks adaptierten Geschichten erschien in drei Bänden als Jump! – The Adventures of Brer Rabbit (1986), Jump Again! – More Adventures of Brer Rabbit (1987) und Jump On Over! – The Adventures of Brer Rabbit and His Family (1989).
Nach mehreren Jahren Pause folgte 1989 Toyko Rose, ein Album, das das japanisch-amerikanische Verhältnis im 20. Jahrhundert zum Thema hatte. Es folgte eine lange Zeit ohne eigene Veröffentlichungen, denn Parks verdiente sein Geld mit Studioarbeit und vor allem mit Filmsoundtracks. Dort konnte er seine ausgefallenen musikalischen Ideen am besten umsetzen. Als Produzent und Arrangeur arbeitete Parks unter anderem für Ry Cooder, Arlo Guthrie, U2, Sam Phillips, Ringo Starr, Silverchair, Carly Simon, T-Bone Burnett, Toad the Wet Sprocket, Victoria Williams, Bonnie Raitt, Gordon Lightfoot, Fiona Apple, The Everly Brothers, Sheryl Crow, Bruce Springsteen, Joanna Newsom; auch die Beach Boys griffen in den folgenden Jahrzehnten auf seine Dienste zurück.
Zu einer erneuten Zusammenarbeit mit Brian Wilson kam es 1995. Das Ergebnis war das Album Orange Crate Art. Es variierte den Westcoast-Sound mit den für Van Dyke Parks typischen ausgefeilten und ungewöhnlichen Arrangements und komplexen Texten. Zum 25-jährigen Jubiläum erschien es als Doppel-CD. Auf CD 2 ist das Originalalbum ohne Gesang zu hören.
1998 veröffentlichte er das Livealbum Moonlighting: Live at the Ash Grove. Die Aufnahmen entstanden bei einem Konzert am 7. September 1996 im „Ash Grove Club“ in Los Angeles, wo Parks mit einer Band und einer Streichergruppe auftrat. Stücke aus seiner gesamten Karriere finden sich hier in neuen Arrangements, ergänzt durch neues Material.
In Deutschland war Parks zuletzt 2003 beim Festival RuhrTriennale zusammen mit Loudon Wainwright III zu sehen.
2007 arbeitete Parks erneut mit Brian Wilson zusammen an Wilsons neuem Studioalbum That Lucky Old Sun (A Narrative), das im September 2007 in London uraufgeführt wurde.
2011 gründete Parks seine eigene Plattenfirma Bananastan. Es erschienen bisher 6 Singles und 3 CDs.

### Filmmusik
Des Weiteren hat sich Van Dyke Parks als Komponist zahlreicher Soundtracks in Hollywood einen Namen gemacht mit Filmen wie:
1978 Der Galgenstrick (Goin’ South) mit Jack Nicholson, 1986 Club Paradise mit Robin Williams, 1990 Die Spur führt zurück – The Two Jakes wieder mit Jack Nicholson in der Charakterrolle als Privatermittler J. J. Gittes bekannt aus Roman Polańskis Film Chinatown. 1995 Wild Bill mit Jeff Bridges, 1997 Private Parts mit Howard Stern, 2003 The Company – Das Ensemble mit Neve Campbell, oder 2007 Dark Matter mit Meryl Streep.

## Diskografie
Singles
- 1966: Number Nine/Do What You Wanta
- 1966: Come to the Sunshine/Farther Along
- 1968: Donovan’s Colours, Pt. 1/Donovan’s Colours, Pt. 2
- 1970: The Eagle and Me/On The Rolling Sea When Jesus Speak to Me
- 1972: Occapella/Ode to Tobago
- 1972: John Jones/Riverboat
- 1975: Cannon in D/Tribute To Spree
- 1984: Opportunity for Two/Many a Mile to Go
- 2011: Wall Street/Money Is King
- 2011: Dreaming of Paris/Wedding in Madagascar
- 2011: Hold Back Time/Amazing Grace (Variations)
- 2011: Black Gold/Aquarium
- 2012: Missin’ Missippi/The Parting Hand (Variations)
- 2012: The All Golden/Sassafrass
- 2014: I’m History/Charm School
- 2021: The Histories: Old Black Joe/Souvenir De Havane

Studioalben
- 1968: Song Cycle
- 1972: Discover America
- 1976: Clang of the Yankee Reaper
- 1984: Jump!
- 1989: Tokyo Rose
- 2013: Songs Cycled

Livealbum
- 1998: Moonlighting: Live at the Ash Grove

Kompilationen
- 1996: Idiosyncratic Path – The Best of Van Dyke Parks
- 2011: Arrangements: Volume 1
- 2013: Super Chief: Music for the Silver Screen

Kollaborationen
- 1991: Fisherman & His Wife (mit Jodie Foster)
- 1995: Orange Crate Art (mit Brian Wilson)
- 2004: Brian Wilson Presents Smile
- 2008: An Invitation (mit Inara George)
- 2019: Spangled (mit Gaby Moreno)
- 2021: Van Dyke Parks Orchestrates Veronica Valerio: Only In America/Solo En America

## Filmografie (Auswahl)

### Kino
Als Schauspieler
- 1956: Der Schwan (The Swan)

Als Komponist
- 1978: Der Galgenstrick (Goin’ South)
- 1980: Popeye
- 1985: Follow That Bird
- 1986: Club Paradise
- 1988: Gar kein Sex mehr? (Casual Sex?)
- 1988: Rented Lips
- 1990: Die Spur führt zurück – The Two Jakes (The Two Jakes)
- 1992: Ein Yuppie steht im Wald (Out on a Limb)
- 1994: Eine Weihnacht (One Christmas, Fernsehfilm)
- 1995: Wild Bill
- 1996: Schutzlos – Schatten über Carolina (Bastard Out of Carolina)
- 1997: Private Parts
- 1998: Barneys großes Abenteuer – Der Film (Barney’s Great Adventure)
- 1998: Shadrach – Die Heimkehr des Fremden (Shadrach)
- 2003: The Company – Das Ensemble (The Company)
- 2004: The Brave Little Toaster
- 2007: Dark Matter

### Fernsehen
Als Komponist
- 2001: Die Zeit der Schmetterlinge (In the Time of the Butterflies)
- 2001: Nenn’ mich einfach Nikolaus (Call Me Claus)